# Wahlbezirk Österreich ob der Enns 1
Der Wahlbezirk Österreich ob der Enns 1 war ein Wahlkreis für die Wahlen zum Abgeordnetenhaus im österreichischen Kronland Österreich ob der Enns (Oberösterreich). Der Wahlbezirk wurde 1907 mit der Einführung der Reichsratswahlordnung geschaffen und bestand bis zum Zusammenbruch der Habsburgermonarchie.

## Geschichte
Nachdem der Reichsrat im Herbst 1906 das allgemeine, gleiche, geheime und direkte Männerwahlrecht beschlossen hatte, wurde mit 26. Jänner 1907 die große Wahlrechtsreform durch Sanktionierung von Kaiser Franz Joseph I. gültig. Mit der neuen Reichsratswahlordnung schuf man insgesamt 516 Wahlbezirke, wobei mit Ausnahme Galiziens in jedem Wahlbezirk ein Abgeordneter im Zuge der Reichsratswahl gewählt wurde. Der Abgeordnete musste sich dabei im ersten Wahlgang oder in einer Stichwahl mit absoluter Mehrheit durchsetzen. Der „Wahlbezirk Österreich ob der Enns 1“ umfasste den westlichen Teil der Stadt Linz, genauer gesagt Linz mit „Einschluß des Franz-Josef-Platzes und der oberen Donaulände bis inklusive Haus-(Or.-)Nr.19, welcher durch Wasserstiege, Martinsgasse, Flügelhofgasse, Lessinggasse, Schlossergasse, Hirschgasse, Kapuzinerstraße, Hopfengasse, Sandgasse, Waldeggstraße, Weingartshofstraße, Volksgartenstraße, Bahnhofsstraße, Landstraße (ausschließlich dieser Gassen)“.
Aus der Reichsratswahl 1907 ging Julius Spielmann (Sozialdemokratische Arbeiterpartei) als Sieger hervor. Bei der Reichsratswahl 1911 gelang es Karl Reininger von der Deutschen Volkspartei, den Sozialdemokraten das Mandat in der Stichwahl abzunehmen. Reininger starb jedoch bereits wenige Monate nach seiner Wahl, sodass noch im Jahr 1911 eine Ersatzwahl notwendig wurde. Bei dieser konnte sich Reiningers Parteikollege Franz Beyer, ebenfalls in einer Stichwahl gegen den Kandidaten der Sozialdemokraten, dem späteren Bürgermeister Josef Gruber, durchsetzen.

## Wahlen

### Reichsratswahl 1907
Die Reichsratswahl 1907 wurde am 14. Mai 1907 (erster Wahlgang) sowie am 23. Mai 1907 (Stichwahl) durchgeführt.

#### Erster Wahlgang
| Kandidat                                                                    | Partei                             | Wahlkreisstimmen | Prozent |
| --------------------------------------------------------------------------- | ---------------------------------- | ---------------- | ------- |
| Josef Böheim                                                                | Deutsche Volkspartei               | 1092             | 37,8 %  |
| Julius Spielmann                                                            | Sozialdemokratische Arbeiterpartei | 923              | 32,0 %  |
| Johann Herbsthofer                                                          | Christlichsoziale Partei           | 832              | 28,8 %  |
| Sonstige                                                                    |                                    | 40               | 1,4 %   |
| Wahlberechtigte: 3276, Ungültige/Leere Stimmen: 92, Wahlbeteiligung: 90,9 % |                                    |                  |         |

#### Stichwahl
| Kandidat                                                                     | Partei                             | Wahlkreisstimmen | Prozent |
| ---------------------------------------------------------------------------- | ---------------------------------- | ---------------- | ------- |
| Julius Spielmann                                                             | Sozialdemokratische Arbeiterpartei | 1411             | 53,3 %  |
| Josef Böheim                                                                 | Deutsche Volkspartei               | 1237             | 46,7 %  |
| Wahlberechtigte: 3276, Ungültige/Leere Stimmen: 248, Wahlbeteiligung: 88,4 % |                                    |                  |         |

### Reichsratswahl 1911
Die Reichsratswahl 1911 wurde am 13. Juni 1911 durchgeführt. Die Stichwahl entfiel auf Grund des absoluten Mehrheit von Reininger im ersten Wahlgang.
| Kandidat                                                                    | Partei                             | Wahlkreisstimmen | Prozent |
| --------------------------------------------------------------------------- | ---------------------------------- | ---------------- | ------- |
| Karl Reininger                                                              | Deutsche Volkspartei               | 1554             | 51,6 %  |
| Josef Hafner                                                                | Sozialdemokratische Arbeiterpartei | 807              | 26,8 %  |
| Max Mayr                                                                    | Christlichsoziale Partei           | 620              | 20,6 %  |
| Sonstige                                                                    |                                    | 29               | 1,0 %   |
| Wahlberechtigte: 3323, Ungültige/Leere Stimmen: 93, Wahlbeteiligung: 93,4 % |                                    |                  |         |

### Reichsratsersatzwahl 1911
Die Reichsratsersatzwahl wurde am 25. Oktober 1911 (erster Wahlgang) sowie am 28. Oktober 1911 (Stichwahl) durchgeführt.

#### Erster Wahlgang
| Kandidat                                                             | Partei                             | Wahlkreisstimmen | Prozent |
| -------------------------------------------------------------------- | ---------------------------------- | ---------------- | ------- |
| Franz Beyer                                                          | Deutsche Volkspartei               | 1405             |         |
| Josef Gruber                                                         | Sozialdemokratische Arbeiterpartei | 848              |         |
| Johann Herbsthofer                                                   | Christlichsoziale Partei           | 693              |         |
| Sonstige                                                             |                                    | ?                |         |
| Wahlberechtigte: ?, Ungültige/Leere Stimmen: ?, Wahlbeteiligung: ? % |                                    |                  |         |

#### Stichwahl
| Kandidat                                                             | Partei                             | Wahlkreisstimmen | Prozent |
| -------------------------------------------------------------------- | ---------------------------------- | ---------------- | ------- |
| Franz Beyer                                                          | Deutsche Volkspartei               | 1650             | 56,7 %  |
| Josef Gruber                                                         | Sozialdemokratische Arbeiterpartei | 1262             | 43,3 %  |
| Wahlberechtigte: ?, Ungültige/Leere Stimmen: ?, Wahlbeteiligung: ? % |                                    |                  |         |